# استان ایجا
استان ایجا (به اسپانیایی: Aija Province) یک سکونتگاه مسکونی در پرو است که در ناحیه انکاش واقع شده‌است.